# Stephen Blair Hedges
Pour les articles homonymes, voir Hedges.
Stephen Blair Hedges est un herpétologiste et biologiste de l'évolution américain.
Il travaille au Department of Biology de l'Université de Pennsylvanie.

## Taxons nommés en son honneur
- Eleutherodactylus blairhedgesi Estrada, Díaz & Rodriguez, 1998

## Espèces décrites
- Amphisbaena carlgansi
- Amphisbaena cayemite
- Amphisbaena leali
- Anolis alayoni
- Anolis alfaroi
- Anolis macilentus
- Anolis oporinus
- Anolis placidus
- Anolis vescus
- Aristelliger reyesi
- Arrhyton procerum
- Arrhyton supernum
- Calisto pauli
- Calisto thomasi
- Calisto woodsi
- Celestus macrotus
- Diploglossus garridoi
- Eleutherodactylus adelus
- Eleutherodactylus amadeus
- Eleutherodactylus aniptopalmatus
- Eleutherodactylus bipunctatus
- Eleutherodactylus caribe
- Eleutherodactylus corona
- Eleutherodactylus dolomedes
- Eleutherodactylus eurydactylus
- Eleutherodactylus glamyrus
- Eleutherodactylus guantanamera
- Eleutherodactylus iberia
- Eleutherodactylus mariposa
- Eleutherodactylus melacara
- Eleutherodactylus parapelates
- Eleutherodactylus principalis
- Eleutherodactylus rhabdocnemus
- Eleutherodactylus riparius
- Eleutherodactylus rivularis
- Eleutherodactylus stictogaster
- Eleutherodactylus tetajulia
- Eleutherodactylus thorectes
- Eleutherodactylus toa
- Eleutherodactylus tonyi
- Leptotyphlops breuili
- Leptotyphlops carlae
- Phrynopus auriculatus
- Phrynopus bracki
- Phrynopus tribulosus
- Pristimantis adiastolus
- Pristimantis albertus
- Pristimantis minutulus
- Rhinella yanachaga
- Sphaerodactylus ariasae
- Sphaerodactylus cricoderus
- Sphaerodactylus epiurus
- Sphaerodactylus ladae
- Sphaerodactylus perissodactylius
- Sphaerodactylus pimienta
- Sphaerodactylus plummeri
- Sphaerodactylus richardi
- Sphaerodactylus schuberti
- Sphaerodactylus schwartzi
- Tarentola crombiei
- Tropidophis celiae
- Tropidophis fuscus
- Tropidophis hendersoni
- Tropidophis morenoi
- Tropidophis spiritus
- Tropidophis xanthogaster
- Typhlops agoralionis
- Typhlops anchaurus
- Typhlops anousius
- Typhlops arator
- Typhlops contorhinus
- Typhlops eperopeus
- Typhlops hypomethes
- Typhlops notorachius
- Typhlops perimychus
- Typhlops proancylops
- Typhlops satelles
- Typhlops sylleptor